# 象鼻兰
象鼻兰（学名：Nothodoritis zhejiangensis）为兰科象鼻兰属下的一个种。

## 扩展阅读
- 維基物種上的相關：象鼻兰